# Andard
Andard est une ancienne commune française située dans le département de Maine-et-Loire, en région Pays de la Loire, devenue le 1er janvier 2016, une commune déléguée de la commune nouvelle de Loire-Authion.

## Géographie

### Localisation
Commune angevine du val d'Authion, Andard se situe au nord de Brain-sur-l'Authion, sur la route D 4 qui va de Trélazé à Corné.
Son territoire se situe dans le parc naturel régional Loire-Anjou-Touraine.

### Hydrographie
Authion

### Voies de communication et transports
De Angers vous pouvez prendre la ligne 45 (voir horaires et lieux sur Irigo). De Trélazé la gare il y a la ligne 46. Il y a également des transports scolaires (à voir sur Irigo).[réf. nécessaire]

## Toponymie
Attestée sous les formes Andard au XIe siècle, Andardum en 1125, Andart en 1138.
Ce nom pourrait avoir comme origine celui d'homme germanique Anthard ou Anhart, et pourrait aussi avoir un lien avec Andarta la déesse guerrière de la victoire chez les gaulois.

## Histoire
Pendant la Première Guerre mondiale, 32 habitants perdent la vie. Lors de la Seconde Guerre mondiale, 1 habitant est tué, mort en déportation.
En fin d'année 2015, les communes d'Andard, Bauné, La Bohalle, Brain-sur-l'Authion, Corné, La Daguenière et Saint-Mathurin-sur-Loire se regroupent pour former la commune nouvelle de Loire-Authion.

## Politique et administration

### Administration municipale

#### Administration actuelle
Depuis le 1er janvier 2016 Andard constitue une commune déléguée au sein de la commune nouvelle de Loire-Authion et dispose d'un maire délégué.
| Période                                  | Période  | Identité       | Étiquette | Qualité                  |
| ---------------------------------------- | -------- | -------------- | --------- | ------------------------ |
| janvier 2016                             | mai 2020 | Gino Boismorin | DVD       |                          |
| mai 2020                                 |          | Carole Diard   |           | Conseillère d'entreprise |
| Les données manquantes sont à compléter. |          |                |           |                          |

#### Administration ancienne
| Période                                  | Période           | Identité                 | Étiquette | Qualité |
| ---------------------------------------- | ----------------- | ------------------------ | --------- | --- |
| Les données manquantes sont à compléter. |                   |                          |           | |
| 1919                                     | mai 1929          | Théodore Dubois-Clavier  |           | |
| mai 1929                                 | 1945              | Étienne Piquelin-Guichet |           | |
| 1945                                     | 1947              | Étienne Piquelin         |           | |
| 1947                                     | mai 1953          | Félix Menou              |           | |
| mai 1953                                 | mars 1977         | Étienne Piquelin         |           | |
| mars 1977                                | mars 1989 (décès) | Rémi Péju                |           | Agent d'assurances                                                                                            |
| 1989                                     | mars 2001         | Yves Goulet              |           | Horticulteur                                                                                                  |
| mars 2001                                | décembre 2015     | Gino Boismorin           | DVD       | Président de la CC Vallée-Loire-Authion (2008 → 2015) Directeur adjoint de la Chambre régionale d'agriculture |

### Ancienne situation administrative

#### Intercommunalité
La commune est membre jusqu'en 2015 de la communauté de communes de la Vallée-Loire-Authion, elle-même membre du syndicat mixte Pays Loire-Angers. L'intercommunalité est dissoute le 31 décembre 2015.

#### Autres circonscriptions
Jusqu'en 2014, Andard fait partie du canton d'Angers-Trélazé et de l'arrondissement d'Angers. Ce canton compte alors quatre communes et une fraction d'Angers. C'est l'un des quarante-et-un cantons que compte le département ; circonscriptions électorales servant à l'élection des conseillers généraux, membres du conseil général du département. Dans le cadre de la réforme territoriale, un nouveau découpage territorial pour le département de Maine-et-Loire est défini par le décret du 26 février 2014. La commune est alors rattachée au canton d'Angers-7, avec une entrée en vigueur au renouvellement des assemblées départementales de 2015.

## Population et société

### Démographie

#### Évolution démographique
L'évolution du nombre d'habitants est connue à travers les recensements de la population effectués dans la commune depuis 1793. À partir du 1er janvier 2009, les populations légales des communes sont publiées annuellement dans le cadre d'un recensement qui repose désormais sur une collecte d'information annuelle, concernant successivement tous les territoires communaux au cours d'une période de cinq ans. 
Pour les communes de moins de 10 000 habitants, une enquête de recensement portant sur toute la population est réalisée tous les cinq ans, les populations légales des années intermédiaires étant quant à elles estimées par interpolation ou extrapolation. Pour la commune, le premier recensement exhaustif entrant dans le cadre du nouveau dispositif a été réalisé en 2008,.
En 2013, la commune comptait 2 511 habitants, en évolution de +1,74 % par rapport à 2008 (Maine-et-Loire : +3,3 %, France hors Mayotte : +2,49 %).
| 1793  | 1800  | 1806  | 1821  | 1831  | 1836  | 1841  | 1846  | 1851  |
| ----- | ----- | ----- | ----- | ----- | ----- | ----- | ----- | ----- |
| 1 150 | 1 084 | 1 139 | 1 153 | 1 123 | 1 168 | 1 127 | 1 122 | 1 106 |

| 1856  | 1861  | 1866  | 1872  | 1876  | 1881  | 1886 | 1891 | 1896  |
| ----- | ----- | ----- | ----- | ----- | ----- | ---- | ---- | ----- |
| 1 140 | 1 105 | 1 066 | 1 068 | 1 049 | 1 012 | 993  | 968  | 1 006 |

| 1901 | 1906 | 1911 | 1921 | 1926 | 1931 | 1936 | 1946 | 1954 |
| ---- | ---- | ---- | ---- | ---- | ---- | ---- | ---- | ---- |
| 967  | 940  | 889  | 822  | 842  | 839  | 848  | 924  | 953  |

| 1962  | 1968  | 1975  | 1982  | 1990  | 1999  | 2008  | 2013  | - |
| ----- | ----- | ----- | ----- | ----- | ----- | ----- | ----- | - |
| 1 016 | 1 024 | 1 261 | 1 758 | 2 085 | 2 184 | 2 468 | 2 511 | - |

#### Pyramide des âges
La population de la commune est relativement âgée. Le taux de personnes d'un âge supérieur à 60 ans (23,5 %) est en effet supérieur au taux national (22,1 %) et au taux départemental (21,4 %).
À l'instar des répartitions nationale et départementale, la population féminine de la commune est supérieure à la population masculine. Le taux (51,4 %) est du même ordre de grandeur que le taux national (51,6 %).
La répartition de la population de la commune par tranches d'âge est, en 2008, la suivante :
- 48,6 % d’hommes (0 à 14 ans = 22,2 %, 15 à 29 ans = 14,8 %, 30 à 44 ans = 19,4 %, 45 à 59 ans = 22,7 %, plus de 60 ans = 21 %) ;
- 51,4 % de femmes (0 à 14 ans = 19,7 %, 15 à 29 ans = 12 %, 30 à 44 ans = 20,6 %, 45 à 59 ans = 22,3 %, plus de 60 ans = 25,4 %).

| Hommes | Classe d’âge | Femmes |
| ------ | ------------ | ------ |
| 0,6    | 90 ans ou +  | 1,7    |
| 6,1    | 75 à 89 ans  | 10,3   |
| 14,3   | 60 à 74 ans  | 13,4   |
| 22,7   | 45 à 59 ans  | 22,3   |
| 19,4   | 30 à 44 ans  | 20,6   |
| 14,8   | 15 à 29 ans  | 12,0   |
| 22,2   | 0 à 14 ans   | 19,7   |

| Hommes | Classe d’âge | Femmes |
| ------ | ------------ | ------ |
| 0,4    | 90 ans ou +  | 1,1    |
| 6,3    | 75 à 89 ans  | 9,5    |
| 12,1   | 60 à 74 ans  | 13,1   |
| 20,0   | 45 à 59 ans  | 19,4   |
| 20,3   | 30 à 44 ans  | 19,3   |
| 20,2   | 15 à 29 ans  | 18,9   |
| 20,7   | 0 à 14 ans   | 18,7   |

## Économie
Sur 162 établissements présents sur la commune à fin 2010, 19 % relevaient du secteur de l'agriculture (pour une moyenne de 17 % sur le département), 6 % du secteur de l'industrie, 14 % du secteur de la construction, 48 % de celui du commerce et des services et 14 % du secteur de l'administration et de la santé.

## Culture locale et patrimoine

### Lieux et monuments
- Église Saint-Symphorien d'Andard ;
- À la suite de recherches archéologiques, un fanum a été trouvé derrière le foyer logement. Des objets datant de l'Antiquité sont aussi visibles à l'entrée du foyer logement.

### Personnalités liées à la commune
- Jean Chardon, sculpteur.
- Abel Pineau (1895-1973), artiste peintre, auteur des fresques murales (Chemin de croix) de l'église Saint-Symphorien et dont une artère de la commune porte aujourd'hui le nom.